# Huis van Elisabeth Samson

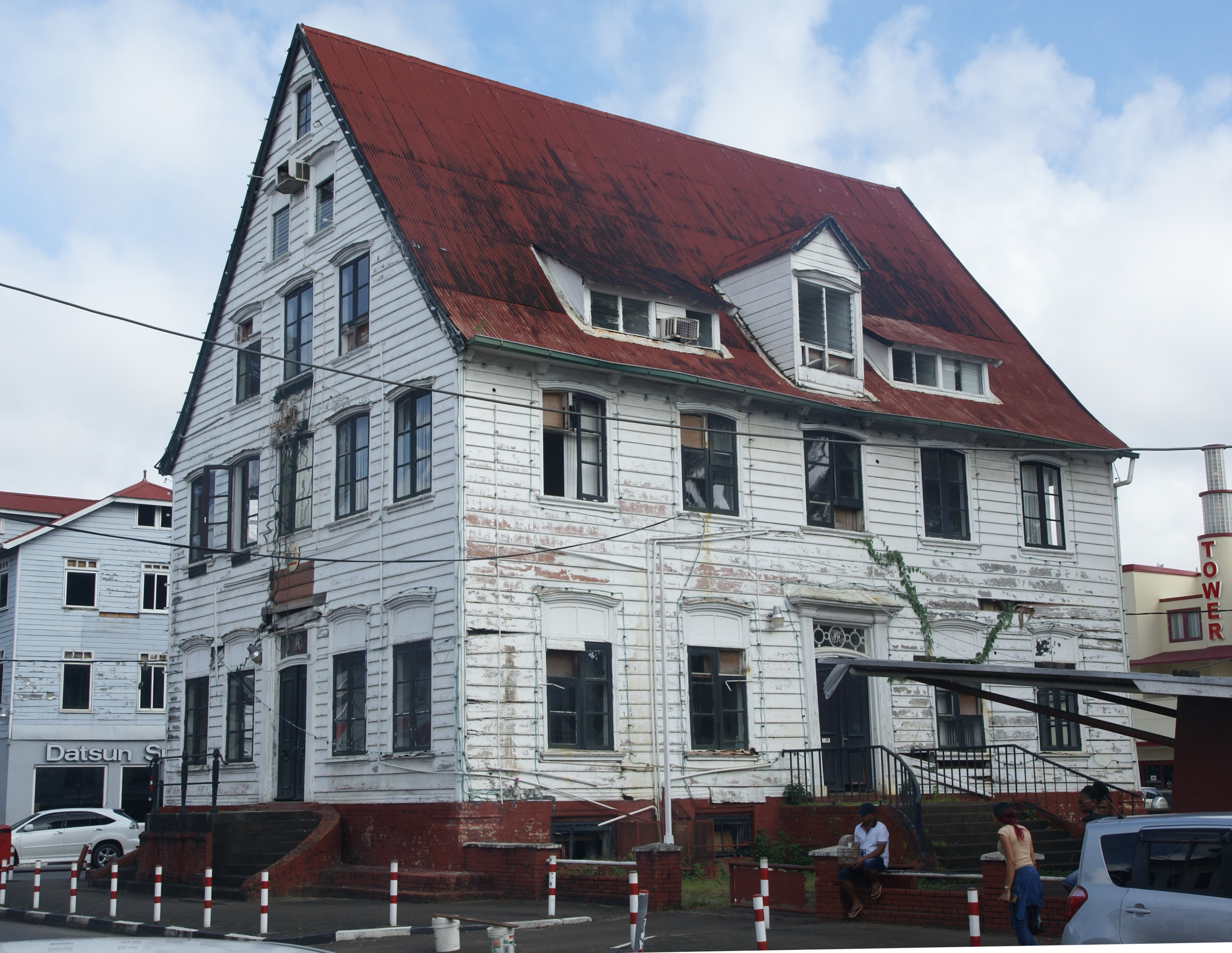
Het huis gezien vanaf de Wagenwegstraat, met twee ingangen met verschillende trappartijen.

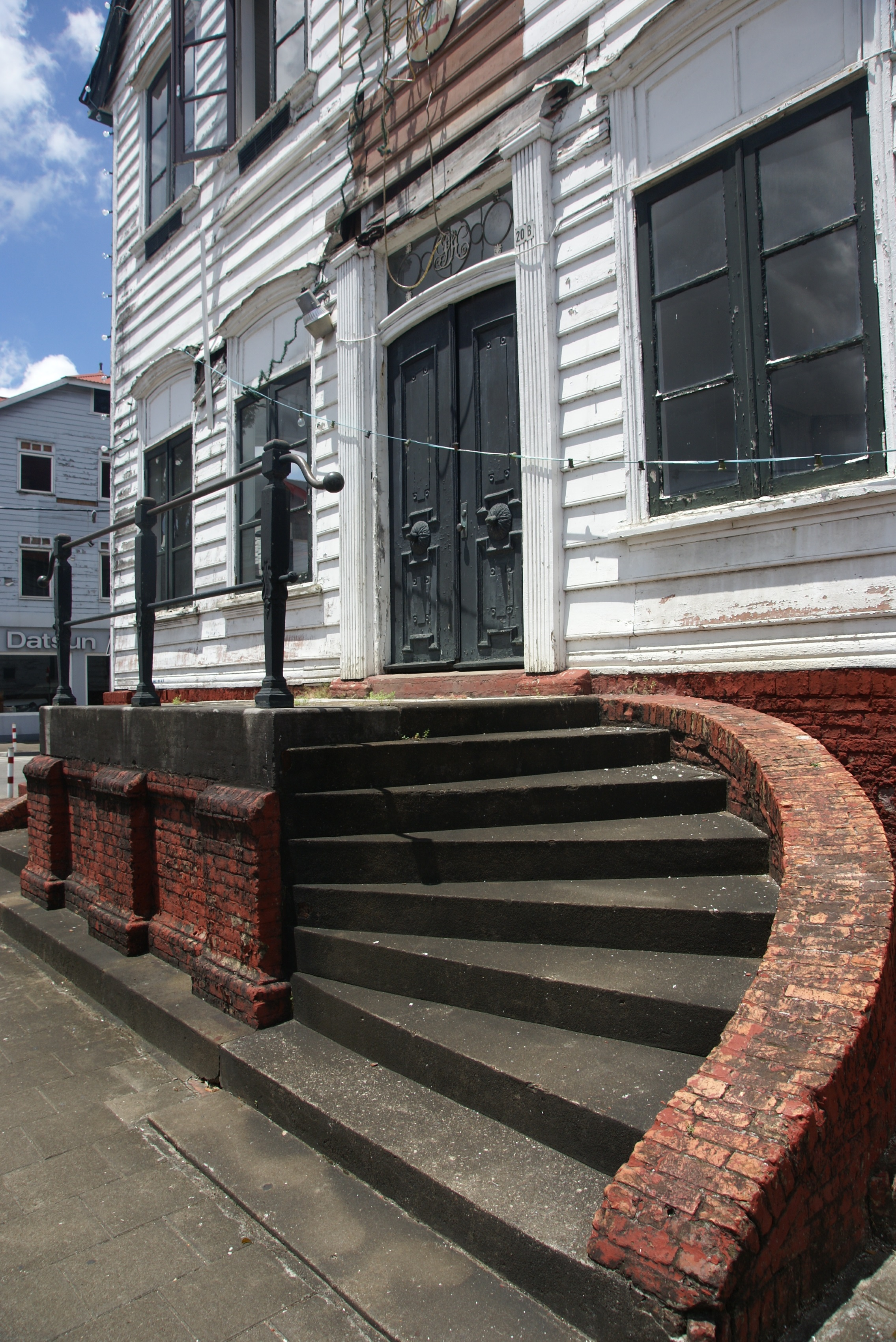
De trap naar de entree aan de Wagenwegstraat.

Het Huis van Elisabeth Samson is een monumentaal pand uit de achttiende eeuw, gelegen aan de  Wagenwegstraat 22 in Paramaribo, Suriname. Het pand is onderdeel van de historische binnenstad van Paramaribo, die sinds 2002 door UNESCO aan de Werelderfgoedlijst is toegevoegd.

## Geschiedenis
De familie Samson was een familie van zogenaamde 'vrije negers' in het midden van de 18e eeuw.  De bekendste leden hiervan waren de halfzussen Nanette en Elisabeth Samson (1715-1771), die eigenaressen waren van een aantal koffieplantages en zeer rijk waren. Elisabeth had onder andere een huis op de hoek van de Wagenwegstraat en Malebatrumstraat. Het huis dat in de 21e eeuw te zien is aan de Wagenwegstraat 22 is groter en rianter dan het was in haar tijd. Het huis is vermoedelijk na haar dood herbouwd of uitgebreid. Rond 1800 werd het huis eigendom van de planter Pieter Heydoorn, die onder meer eigenaar was van Sophia's Lust, wiens initialen PH in de bovenlichten van de deuren staan. In 1815 werd het pand gekocht door het gouvernement. Het huis werd niet beschadigd tijdens de stadsbrand van 1821, terwijl de woningen aan de overkant van de straat geheel afbrandden, waaronder het huis van Nanette Samson.
Het pand werd onder andere gebruikt als Hof van Civiele Justitie, stadhuis, school en hoofdkantoor voor het Ministerie van Arbeid.
In januari 2021 werd de Stichting Elisabeth Samson eigenaar van het pand.

## Bouw
Het huis is gelegen op de hoek van de Wagenwegstraat, de Malebatrumstraat en de Heerenstraat. De hoofdingang bevindt zich aan de kant van de Wagenwegstraat, maar er is ook een ingang aan de zijkant van het huis (geen straatzijde).
Het huis is vijf traveeën breed en vijf traveeën diep. Het heeft twee woonlagen op een stenen onderkelder. Het huis heeft een steile kap waarin nog eens drie verdiepingen. De nok van het dak staat haaks op de Wagenwegstraat. Aan elke zijde van het dak staat een groot dakhuis met twee dakkapellen ernaast. De hoofdingang aan de Wagenwegstraat heeft een bovenlicht en een halfronde dubbele stenen trap met een gietijzeren hekwerk voor de voordeur. Eenzelfde voordeur, maar een simpelere stenen trap bevindt zich aan de zijkant van het huis naar het erf toe, rechts vanaf de straat gezien. Aan de drie straatzijden heeft het huis een stoep van twee treden hoog.

## Afbeeldingen

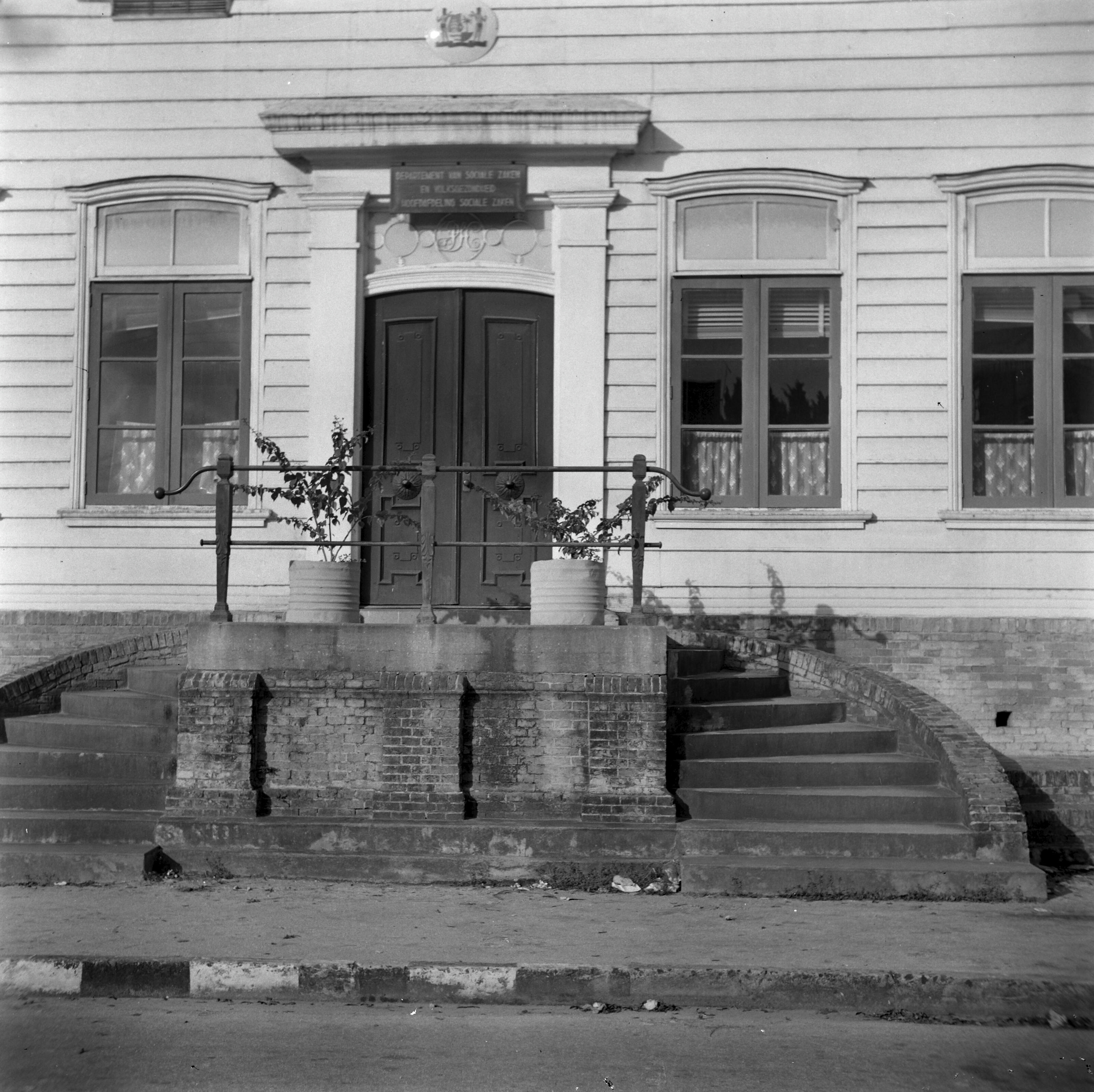
Departement van Sociale Zaken en Volksgezondheid in 1962.
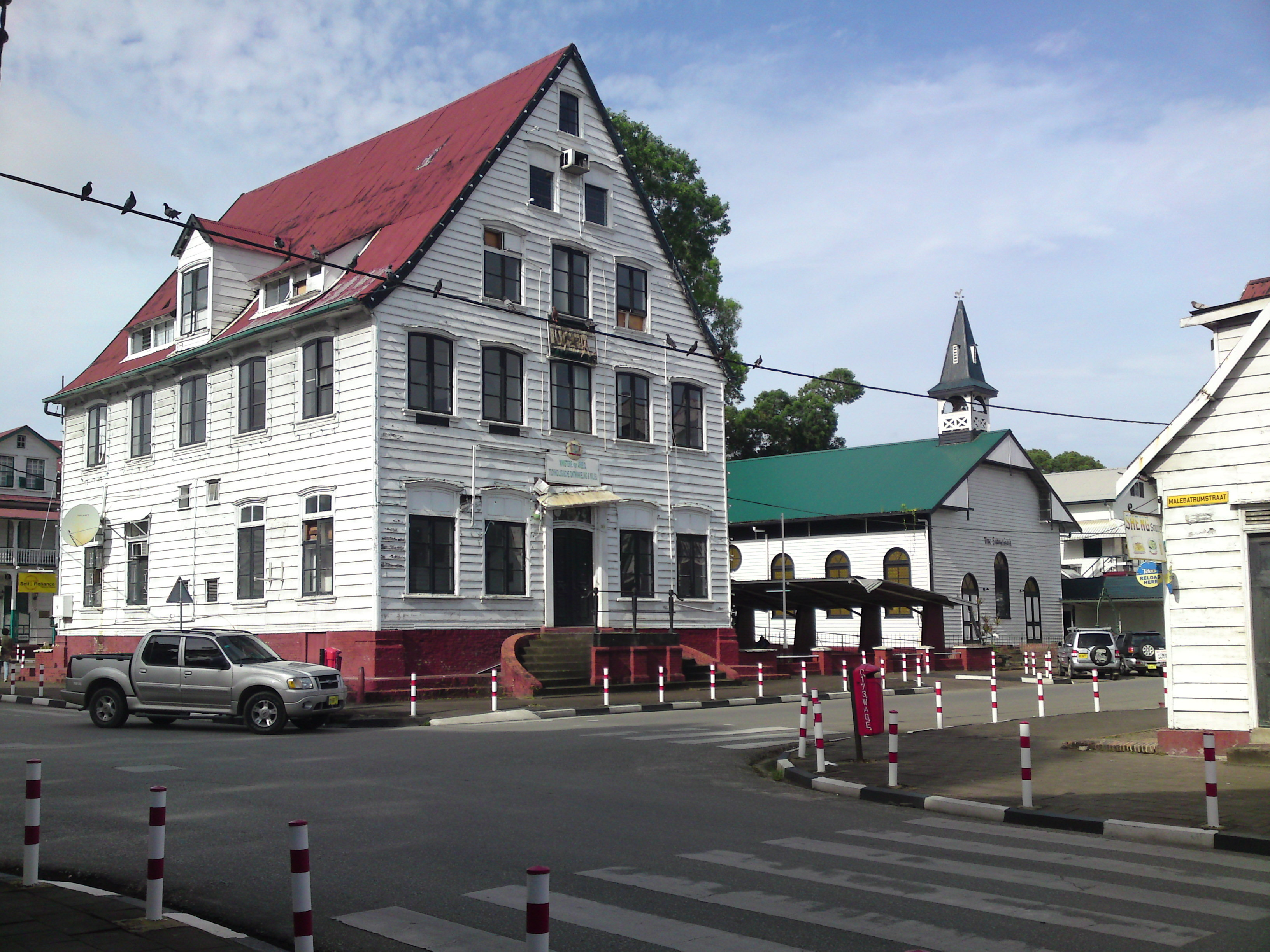
Het huis ligt aan het kruispunt van de Wagenwegstraat en de Malebatrumstraat.
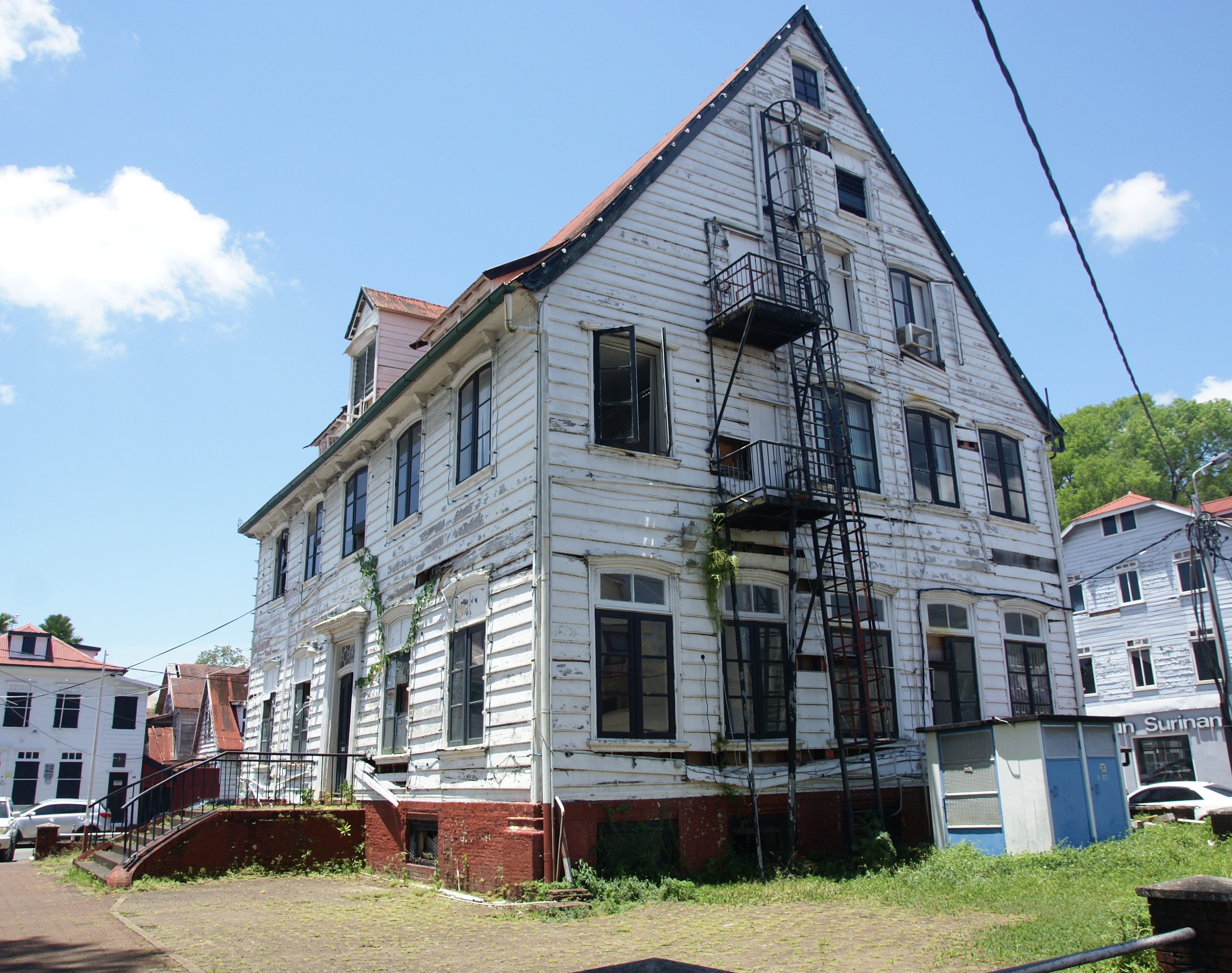
Het pand gezien vanaf de Heerenstraat.
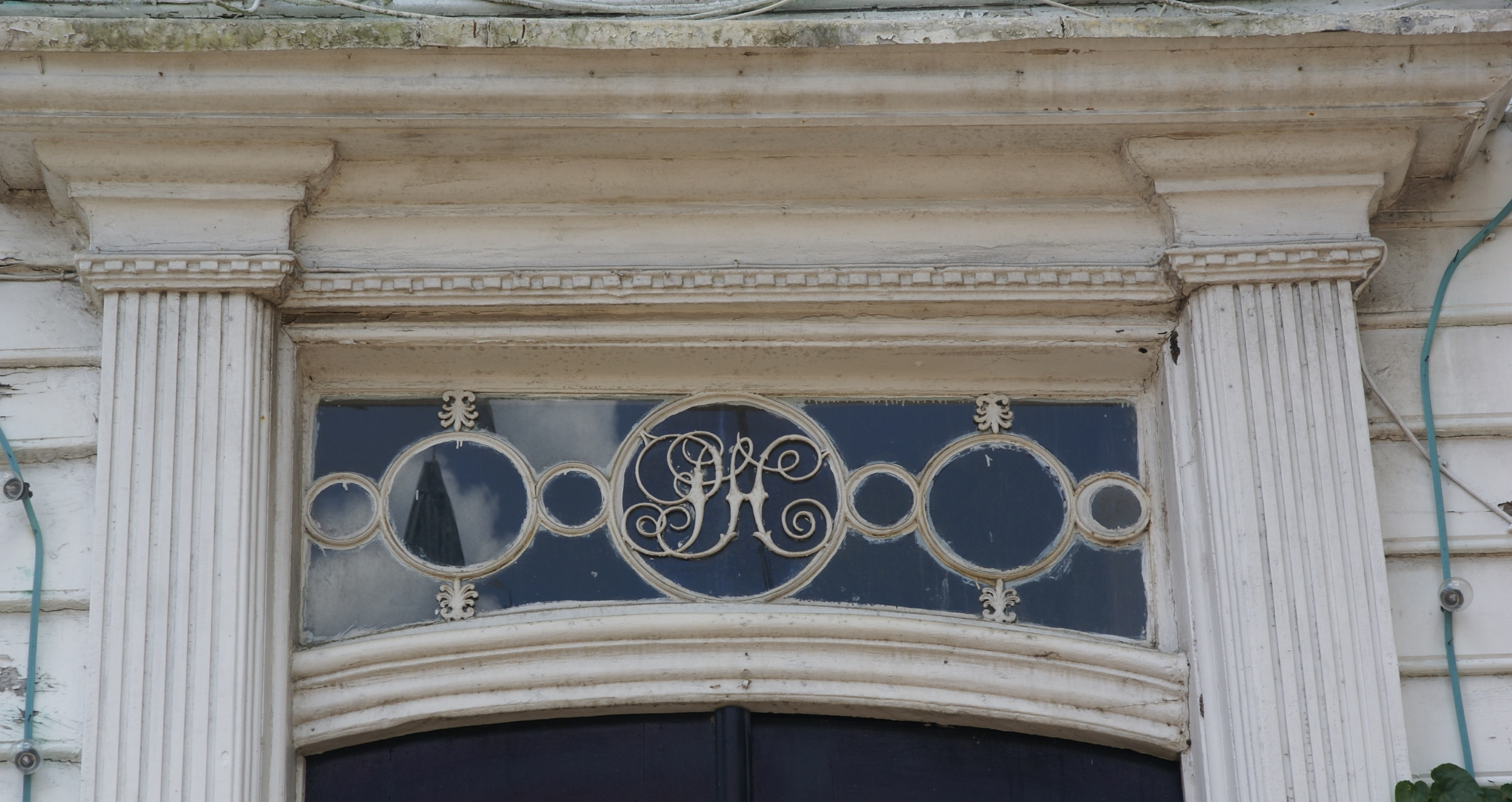
Bovenlicht boven de entree aan de zijkant van het huis met de initialen PH van Pieter Heydoorn.